# Полосатая анчовелла
Полосатая анчовелла или суринамская анчовелла (лат. Anchoviella lepidentostole) — вид лучепёрых рыб семейства анчоусовых. Эти пелагические рыбы обитают в тропических и умеренных водах юго-западной и центрально-западной Атлантики между 9° с. ш. и 27° ю. ш. и между 61° з. д. и 33° з. д. Тело веретенообразное, покрыто циклоидной чешуёй, голова голая. Максимальная длина 16,4 см. Встречаются на глубине до 50 м. Питаются планктоном. Представляют незначительный интерес для местного рыболовства.

## Ареал и среда обитания
Полосатая анчивелла обитает в западной части Атлантического океана, от дельты реки Ориноко до Понта-да-Котинга в Бразилии. Совершает миграции, заплывает в эстуарии рек, поднимается до 100 км вверх по течению. Встречается на глубине до 50 м.

## Описание
Тело вытянутое, умеренно высокое, высота в 4—5 раз меньше длины, сжато с боков и покрыто циклоидной чешуёй, голова голая. Рыло короткое, притуплённое и округлое, составляет 2/3 диаметра глаза, который равен 6,9—7,1 % длины тела. Голова небольшая. Окончание верхней челюсти доходит до переднего края предкрышки. В спинном и анальном плавниках первые три луча мягкие и неветвистые. На нижней челюсти имеются мелкие зубы, выстроенные в 1 ряд. Жаберные тычинки тонкие, немногочисленные. Боковая линия отсутствует, на голове имеются развитые сейсмосенсорные каналы. Плавники лишены колючих лучей. Хвостовой плавник выемчатый. Рот крупный, полунижний. Чешуя легко опадает. Ротовое отверстие очень широкое. Крупные глаза расположены близко к концу рыла и покрыты снаружи прозрачной кожной плёнкой.
В спинном плавнике 11—12 лучей; в анальном 19—23; в грудных 12—14, в брюшных 6; жаберных тычинок на нижней части 1-й дуге (17— 18)+(18—25).
Максимальная длина 16,4 см. Средняя длина не превышает 9 см.

## Биология
Рацион полосатой анчовеллы состоит из планктона. В дельте Ориноко нерестится в мае. Самцы достигают половой зрелости при длине 4,8 см, самки — 7,7 см.

## Взаимодействие с человеком
Эти рыбы служат объектом местного промысла. Их ловят сетными орудиями лова. Международный союз охраны природы присвоил виду охранный статус «Вызывающий наименьшие опасения».